# Rhinichthys umatilla
Rhinichthys umatilla es una especie de peces de la familia de los Cyprinidae en el orden de los Cypriniformes.

## Morfología
Los machos pueden llegar alcanzar los 12 cm de longitud total.

## Hábitat
Es un pez de agua dulce y de clima templado.

## Distribución geográfica
Se encuentran en Norteamérica:  cuenca del río Columbia en Canadá (la Columbia Británica) y los Estados Unidos (Idaho, Washington y Oregón).